# Джахани, Абдул Бари
Абдул Бари Джахани (пушту عبدالباري جهاني‎; род. 1948, Кандагар) — афганский поэт, пишущий на языке пушту.
18 апреля 2015 года был назначен министром информации и культуры Исламской республики Афганистан. В ноябре 2016 года подал прошение об отставке в связи с состоянием здоровья.

## Биография
Родился в семье простого крестьянина Абдул Хамада. Учился в школе-лицее имени Мир Вайса, первого независимого правителя Афганистана. Окончив лицей, поступил в Кабульский государственный университет на факультет литературы и гуманитарных наук.
В 1972 году окончив университет, 9 лет работал в разных государственных структурах.
После окончания Кабульского университета Джахани присоединился к престижному литературному обществу «Пушто Толане», чьи члены были видными афганскими философами, историками, поэтами и писателями. Сотрудничая с «Пушто Толане», Джахани внёс огромный вклад в развитие пуштунского языка. Также он был управляющим редактором известного афганского журнала «Кабул». Под его руководством «Кабул» стал свидетелем значительного увеличения числа своих читателей.
В 1981 году эмигрировал в Пакистан, годом позже вынужден был эмигрировать далее в США. Там он работал журналистом и диктором на радио «Голос Америки» на пушту. Занимался переводами (в частности, перевёл на пушту рубаи Омара Хайяма), культурной и научной деятельностью. В 2010 году вышел на пенсию. В стихах Джахани, как отмечает российский литературовед, ярко проведена мысль о том, что

западный мир, где всё продаётся и покупается, где всё отдаёт мертвечиной, где само существование не воспринимается поэтом как настоящая жизнь, чрезвычайно далёк от привычной и милой его сердцу жизни в родном краю.

Абдул Бари Джахани — автор национального гимна Афганистана. При написании гимна Джахани выразил озабоченность, что требования, содержащиеся в Конституции, могут привести к этническому расколу, и что произнесение слов «Аллаху Акбар» под музыку неуместно.
Уже напечатано 13 его произведений, среди которых стихи, рассказы и переводы. Столько же ещё не напечатано.
В настоящее время живёт в США, штате Вирджиния. Вдовец, имеет четырёх сыновей. Один из них работает в Кабуле, остальные — в США.